# 大海原を行く渡り鳥
『大海原を行く渡り鳥』（おおうなばらをゆくわたりどり）は、1961年4月29日に公開された日本の映画である。監督は齋藤武市。主演は小林旭。日活制作。

## 概要
長崎県を舞台に、小林旭が扮する滝伸次と、日本初の国立公園である雲仙の観光を牛耳る組織の対決を描いた、シリーズ第7弾。中でも雲仙、佐世保、長崎が主な舞台となっている。雲仙では温泉街と普賢岳、佐世保は弓張岳から見下ろした夜景、長崎では崇福寺（支那寺・赤寺）、諏訪神社と長崎くんち（10月の例大祭、龍踊が見られる）、中央橋や江戸町（出島付近）、グラバー邸、長崎港と稲佐山から三菱電機・三菱重工の一帯が見える。これらから、昭和30年代当時の日本の地方を天然色の映像記録として垣間見ることも出来る。エンディングでは渡り鳥シリーズらしく、九州商船の旅客船で長崎港から五島方面に向かうと思われるシーンが続く。

## キャスト
- 滝伸次：小林旭
- 坂井由紀：浅丘ルリ子
- 磯部章造：芦田伸介
- 秋津リエ：白木マリ(白木万理)
- 坂井信夫：青山恭二
- ツブテの竜：藤村有弘
- 三木：垂水悟郎
- 哲：郷鍈治
- 美沙：楠侑子
- サブ：待田京介
- 良太：木浦佑三
- シゲ：弘松三郎
- 奥山鉱山ゲルマニュウム採掘場の係長：花村克典(花村彰則)
- 山下：光沢でんすけ(光でんすけ)
- 長井：島村謙二(島村謙次)
- マサ：黒田剛
- 木村：河上信夫(河上喜史朗)
- 磯部の子分：榎木兵衛、矢頭健男、沢美鶴、倉田栄三
- 坂井信夫の会社の従業員：久松成次郎
- 磯部の子分：瀬山孝司、岡村佶
- 坂井信夫の会社の従業員：浜田義則、佐久間健太郎
- 三木みどり：くさかべ美帆
- キャバレー『バタフライ』の歌手：小沢啓子
- 振付：浜田幸穂
- 技斗：渡井嘉久雄(渡井嘉久夫)

## スタッフ
- 監督 ： 齋藤武市
- 脚本 ： 山崎巌
- 企画 ： 児井英生
- 原作 ： 原健三郎
- 音楽 ： 小杉太一郎